# Halte Hebink
Hebink (telegrafische verkorting Hbk) was een halte aan de voormalige spoorlijn Varsseveld - Dinxperlo van de voormalige Locaal Spoorweg Maatschappij Dinxperlo - Varsseveld in de Nederlandse provincie Gelderland.
De stopplaats werd geopend op 1 december 1904 en gesloten op 1 juni 1920.
De halte droeg dezelfde naam als de nabijgelegen boerderij Hebink. Deze boerderij is nog steeds aanwezig, en staat aan de Wissinklaan in Sinderen.
Huidige stations:
Aalten ·
Apeldoorn · 
-De Maten · 
-Osseveld ·
Arnhem:
-Centraal · 
-Presikhaaf · 
-Velperpoort · 
-Zuid ·
Barneveld:
-Centrum · 
-Noord ·
-Zuid ·
Beesd ·
Brummen ·
Culemborg ·
Didam ·
Dieren ·
Doetinchem · 
-De Huet · 
Duiven ·
Ede:
-Centrum ·
-Wageningen ·
Elst ·
Ermelo ·
Gaanderen · 
Geldermalsen ·
't Harde ·
Harderwijk ·
Hemmen-Dodewaard ·
Kesteren ·
Klarenbeek ·
Lichtenvoorde-Groenlo ·
Lochem ·
Lunteren ·
Nijkerk ·
Nijmegen · 
-Dukenburg · 
-Goffert · 
-Heyendaal · 
-Lent ·
Nunspeet · 
Oosterbeek ·
Opheusden ·
Putten ·
Rheden ·
Ruurlo ·
Terborg ·
Tiel · 
-Passewaaij ·
Twello · 
Varsseveld · 
Veenendaal-De Klomp · 
Velp · 
Voorst-Empe · 
Vorden · 
Wehl ·
Westervoort · 
Wezep · 
Wijchen ·
Winterswijk · 
-West · 
Wolfheze · 
Zaltbommel · 
Zetten-Andelst · 
Zevenaar · 
Zutphen
Voormalige stations: lijst van voormalige spoorwegstations in Gelderland